# Bernardino Baldi
Bernardino Baldi (Urbino, 1553. június 6. – Urbino, 1617. október 10.) olasz nyelvész, guastallai apát.
A 16. század egyik legműveltebb nyelvésze volt, állítólag tizenhat nyelvet beszélt, szinte minden fontos európai és néhány keleti nyelvet. Hetven munka maradt fenn tőle, amelyek közül életében egy sem jelent meg nyomtatásban.
Magyar–olasz szótárát 1583-ból, melynek eredeti kézirata a nápolyi könyvtárban van, jellemezte s előszóval kiadta Toldy Ferenc: Adalékai- és Ujabb Adalékaiban (Pest, 1869–70.)

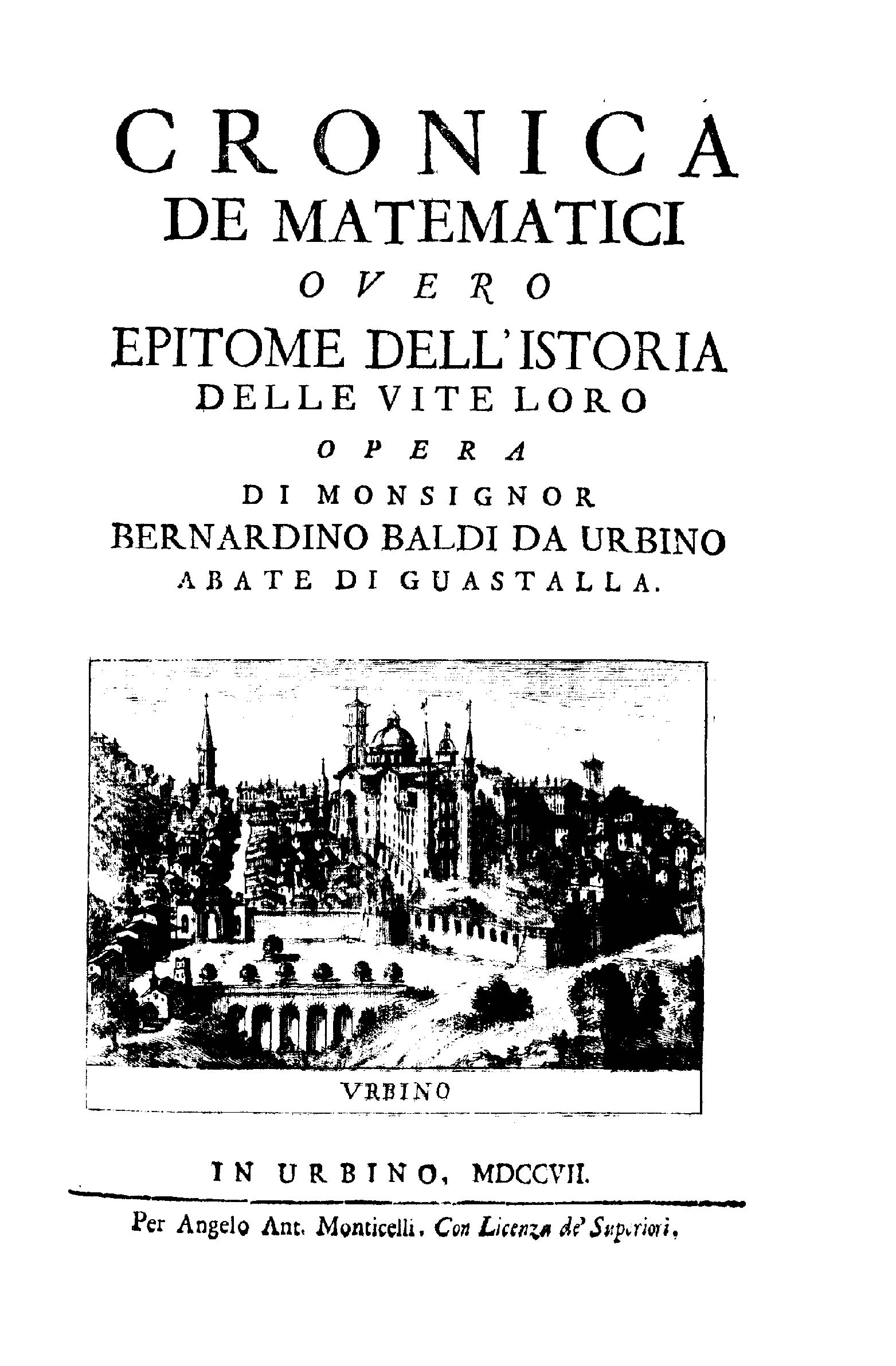
Cronica de matematici, 1707